# اريانا جيلز
اريانا جيلز هي مغنية ومغنية مؤلفة كندية، ولدت في 6 نوفمبر 1990 في هاميلتون في كندا.

## وصلات خارجية
- الموقع الرسمي
- اريانا جيلز على موقع ميوزك برينز (الإنجليزية)